# 巴恰瓦河
巴恰瓦河（烏克蘭語：Бачава），是烏克蘭的河流，位於該國西部外喀爾巴阡州，屬於柳強卡河的左支流，發源自布基夫齊奧沃以北，河道全長10公里，流域面積44.5平方公里。